# South Esk River
South Esk River är ett vattendrag i Australien. Det ligger i delstaten Tasmanien, i den sydöstra delen av landet, omkring 160 kilometer norr om delstatshuvudstaden Hobart.
Runt South Esk River är det i huvudsak tätbebyggt. Runt South Esk River är det tätbefolkat, med 266 invånare per kvadratkilometer. Genomsnittlig årsnederbörd är 1 078 millimeter. Den regnigaste månaden är augusti, med i genomsnitt 150 mm nederbörd, och den torraste är januari, med 35 mm nederbörd.